# Raps

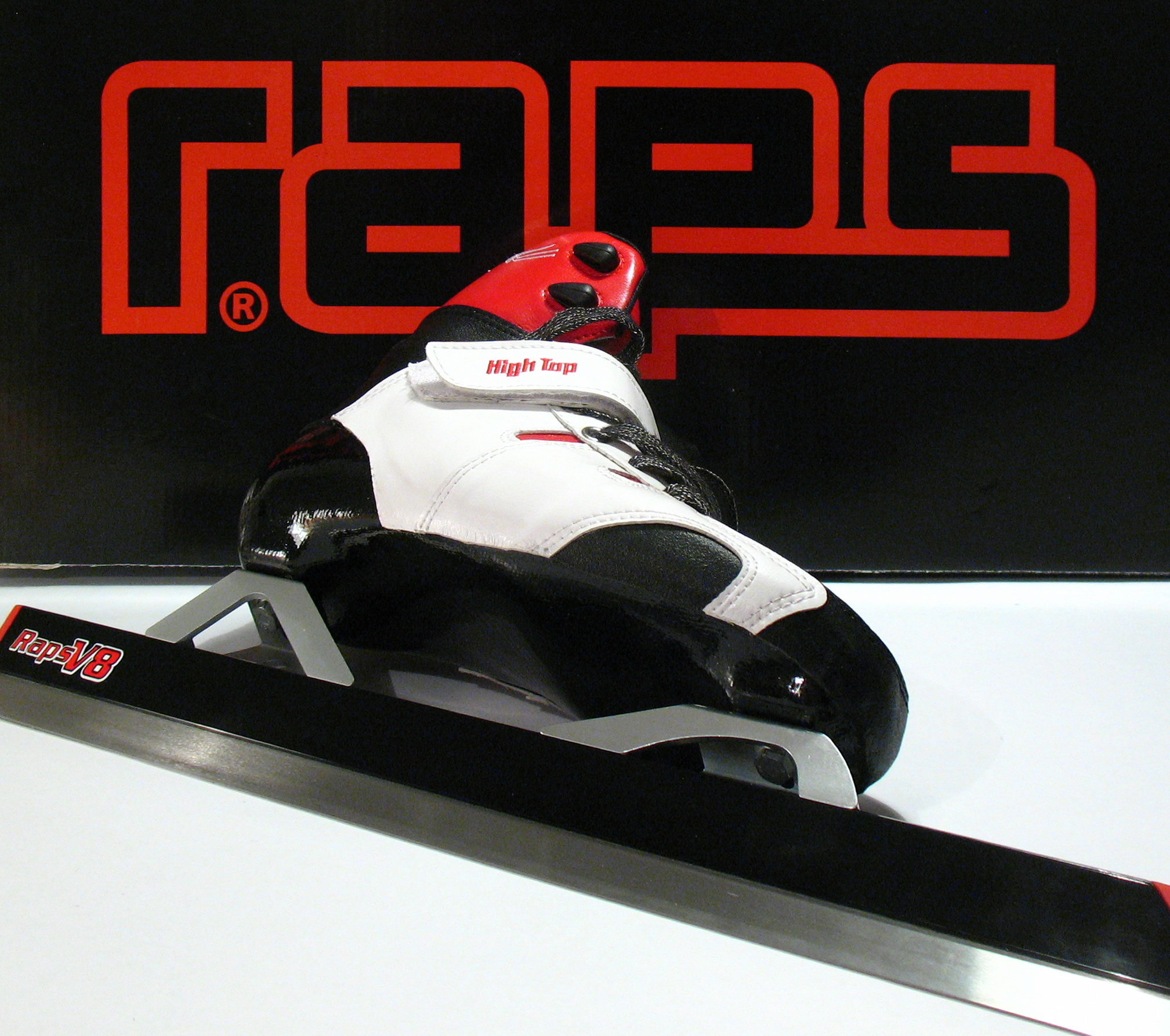
Raps Noren

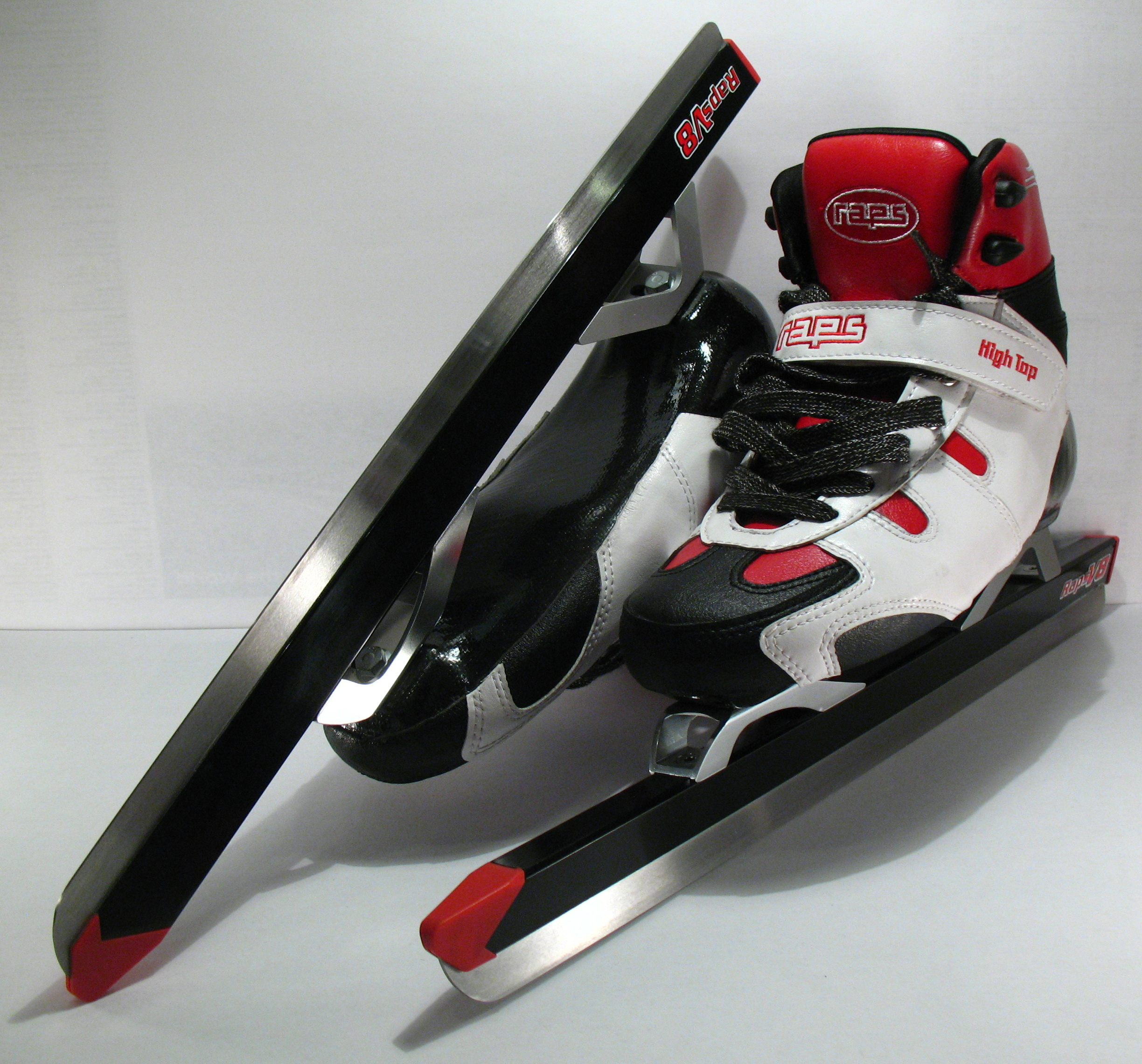
Raps Noren

Raps  is een Nederlandse fabrikant van schaatsen en skeelers.
Het bedrijf werd in 1987 opgericht in Almelo, waarna het bedrijf onder meer bekendheid kreeg door schaatser Falko Zandstra. Raps-schaatsen zijn zowel bestemd voor de professionele schaatsers als voor de serieuze recreatieve schaatsers. Raps introduceerde onder meer de Carve-schaats, de 3D-schaats en de mogelijkheid om custom schaatsschoenen te laten maken. De nieuwste Raps ontwikkeling is de zogenaamde klap-kluunschaats Go Fast Thor. Dit is een schaatsschoen met een onderstel dat als klapschaats en als kluunschaats kan worden gebruikt.
Ook levert Raps skeelers en is het de grootste fabrikant van skeelerframes in Nederland. Het 3-lagenpatent van Raps wordt ook door andere skeelerfabrikanten toegepast.
Sinds 2005 begeeft Raps zich ook op de wielermarkt met de productie van fietsschoenen. Onder de naam Cyclotec werden de eerste Race- en ATB schoenen geproduceerd. Vanaf 2009 worden de fietsschoenen onder de naam Raps op de markt gebracht.
De productie van Raps vindt plaats in Nederland.
In 2011 werd Raps overgenomen door Maple Skate.